# جیل سودوت
جیل سودوت (انگلیسی: Jill Sudduth؛ زادهٔ ۹ سپتامبر ۱۹۷۱) شناگر شنای موزون اهل ایالات متحده آمریکا بود.
وی در مسابقات کشوری و بین‌المللی در مجموع برندهٔ ۴ مدال طلا شده‌است.